# Dave Johnson (athlétisme)
Pour les articles homonymes, voir Dave Johnson.
David « Dave » Allen Johnson (né le 7 avril 1963 à Missoula) est un athlète américain spécialiste des épreuves combinées, en particulier du décathlon. Il a été médaillé de bronze aux
Jeux olympiques d'été de 1992 dans cette épreuve.

## Carrière
Il est vainqueur des Universiade d'été de 1989 au Décathlon après avoir pris la 9e aux Jeux de l'année précédente. Cette année-là, il bat le record des États-Unis du décathlon avec 8 549 points. L'année suivante, en 1990, il gagne les Goodwill Games, s'imposant devant Dan O'Brien avec 8 403 points. Dave Johnson gagne une médaille de bronze Jeux olympiques d'été de 1992, toujours au Décathlon
Il est aussi quatre fois vainqueur des championnats des États-Unis d'athlétisme en 1986, 1989, 1990 et 1992.

### Palmarès
| Date | Compétition           | Lieu      | Résultat | Points |
| ---- | --------------------- | --------- | -------- | ------ |
| 1988 | Jeux olympiques d'été | Séoul     | 9e       | 8 180  |
| 1989 | Universiade d'été     | Duisbourg | 1er      | 8 216  |
| 1990 | Goodwill Games        | Seattle   | 1er      | 8 403  |
| 1992 | Jeux olympiques d'été | Barcelone | 3e       | 8 309  |

### Records
| Épreuve   | Performance | Lieu  | Date          |
| --------- | ----------- | ----- | ------------- |
| Décathlon | 8 705       | Azusa | 24 avril 1992 |